# هانس رای
هانس رای (انگلیسی: Hans Rey؛ زادهٔ ۴ ژوئن ۱۹۶۶) دوچرخه‌سوار اهل سوئیس است.